# Кара-Суу (Аксыйский район)
Кара-Суу (кирг. Кара-Суу) — село в Аксыйском районе Джалал-Абадской области Кыргызстана. Входит в состав Кара-Сууского айылного аймака.

## География
Село расположено в центральной части области, на левом берегу реки Кара-Суу, на расстоянии приблизительно 31 километра (по прямой) к северо-востоку от города Кербен, административного центра района. Абсолютная высота — 933 метра над уровнем моря.

## Население
Согласно оценочным данным Национального статистического комитета Кыргызской Республики, численность населения села на начало 2023 года составляла 1290 человек.
| год     | 2009 | 2014 | 2015 | 2020 | 2021 | 2023 |
| ------- | ---- | ---- | ---- | ---- | ---- | ---- |
| человек | 992  | 1331 | 1422 | 1589 | 1642 | 1290 |